# Train (Bavière)
Pour les articles homonymes, voir Train (homonymie).
Train est une commune de Bavière (Allemagne), située dans l'arrondissement de Kelheim, dans le district de Basse-Bavière.